# Franz Friedrich Freudenberger
Franz Friedrich Freudenberger (* 8. November 1804 in Bern; † 1. März 1862 ebenda) war ein Schweizer Maler und Zeichner.
Freudenberger wurde als Sohn des Bäckermeisters Friedrich Ludwig Samuel Freudenberger geboren. Nach dem Besuch der Literarschule erlernte er in Neuenstadt die französische Sprache. Nach Bern zurückgekehrt, lehrte ihn der Maler Niklaus König das Zeichnen; weitere Studien absolvierte er in Zürich und anschliessend in  München. Jedoch bemerkt das Schweizerische Künstlerlexikon 1905, dass er „... es nie zu sonderlichen Leistungen“ brachte.
Freudenberger zeichnete und malte „Landschaften, Juwelen, Blumen, Wappen“, und er dichtete.  In Bern war er Haus- und Zeichenlehrer, in seiner Zeit in Genf zeichnete er für das Juwelieratelier von Jean-François Bautte und trat zur Katholischen Kirche über.  Anschließend war er in einer Seidenfabrik in Lyon als Blumenzeichner beschäftigt.
Später bereiste Freudenberger Italien (besonders in Sizilien), Griechenland, die Türkei, Asien und Afrika.  In Konstantinopel war er als Schreiber, in Kairo als Erzieher beschäftigt. 1860 ermöglichten Freunde dem völlig Verarmten die Rückkehr in seine Heimatstadt. Er lebte anschließend im Burgerspital von Bern und verfasste humoristische Gedichte. In seinem Nachlass in der Burgerbibliothek Bern befinden sich „Skizzenbücher, literarische Werke, Reisebeschreibungen“.